# 미국령 카리브 지역

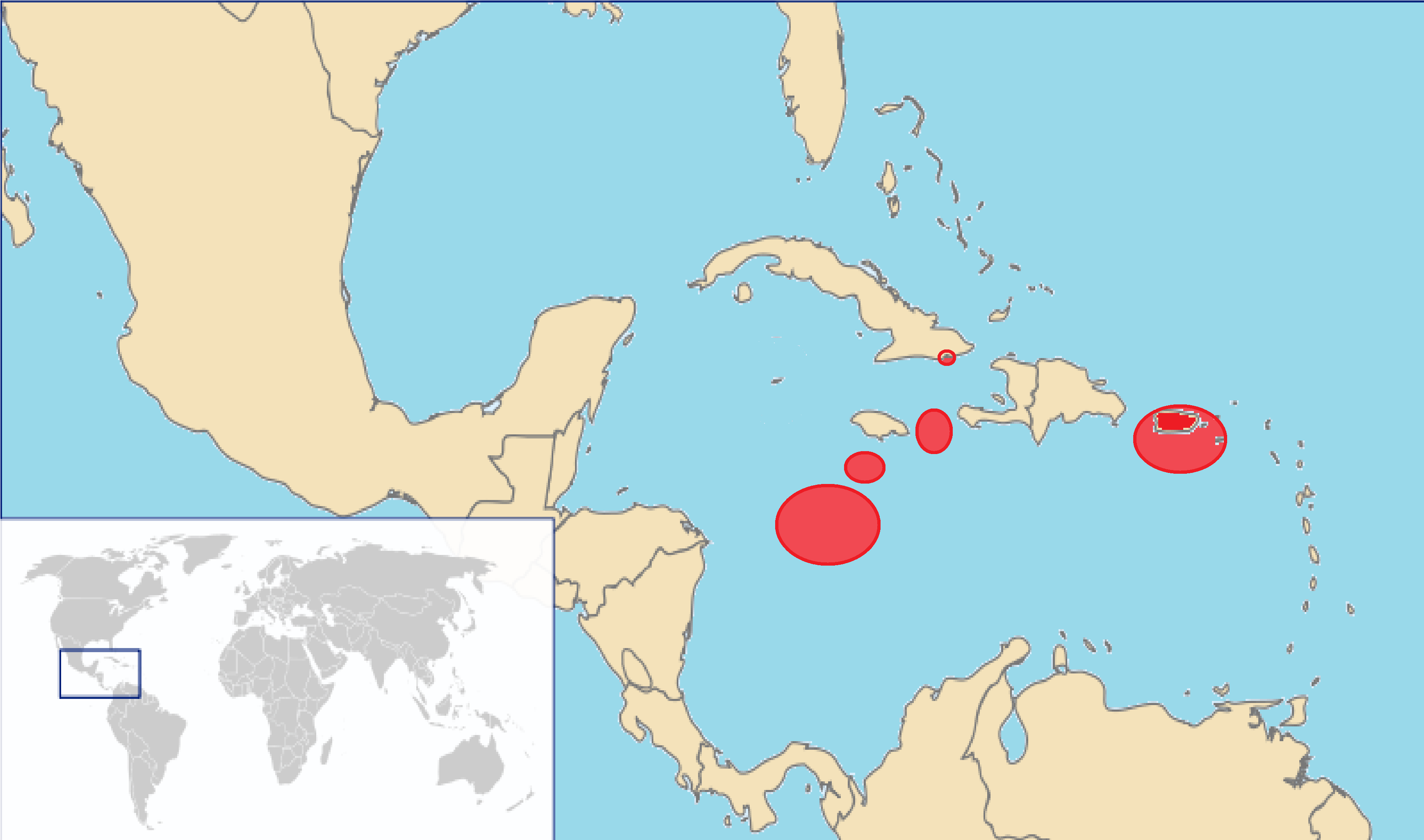
미국령 카리브 지역의 지도.

미국령 카리브 지역(U.S. Caribbean region, 스페인어: El Caribe estadounidense)은 미국 해양대기청(NOAA)에서 카리브해에 있는 미국의 영해를 가리키는 데 사용하는 용어이다. 미국령 카리브 지역에는 푸에르토리코, 미국령 버진아일랜드, 나배사섬, 관타나모만 해군기지 주변의 영해가 포함되며, 무인도인 세라니야 환초 및 콜롬비아가 실효 지배하는 바호누에보 환초도 포함하기도 한다. 해양대기청에서는 미국령 카리브 지역을 정치적이나 행정적 구역으로 분류하지 않고, 자연적인 지역으로만 간주한다.